# Carlin Motorsport
Carlin Motorsport je motoristický závodní tým z Velké Británie, který byl založen v roce 1996 Trevorem Carlinem. Závodí v několika juniorských formulových nebo automobilových soutěžích, aktuálně třeba ve Formuli 2, Formuli 3, Britské Formuli 4 nebo evropské a asijské sérii Le Mans.

## Historie týmu
V týmu pracuje několik lidí se zkušenostmi z Formule 1, např. Mark Owen který dříve pracoval pro Arrows, bývalí zaměstnanci Bennetonu Paul Wallace, Matt Callaghan a další.
Carlin Motorsport v dubnu roku 2006 potvrdil že se přihlásil do výběrového řízení FIA, aby získal místo pro rok 2008 ve Formuli 1, vyhrál ale tým Prodrive. Do dalších výběrových řízení, která byla v roce 2009 a 2010, se Carlin nepřihlásil.
V listopadu 2006, Carlin Motorsport oznámil, že vstupují do v roce 2007 do GP2 Series s týmem DPR, tým se měl jmenovat Carlin DPR. Nový tým měl sídlit v bývalé továrně týmu Formule 1 Brabham v Chessingtonu , v Londýně, kterou Trevor Carlin v roce 2006 koupil.
V lednu 2007 bylo oznámeno, že projekt padl a Carlin již v roce 2007 do GP2 Series nenastoupí, tým DPR nastoupil stejně jako v minulých letech jako samostatný tým.
Carlin jako samostatný tým nastoupil do GP2 Series v roce 2011.

### Aktuální série
- IndyCar Series
- FIA Mistrovství Formule 2
- FIA Mistrovství Formule 3
- BRDC British Formula 3
- Euroformule Open Championship
- Britská Formule 4
- European Le Mans Series
- Asian Le Mans Series

### Bývalé série
- GP2 Series
- GP3 Series
- A1 Grand Prix
- Formule E
- Mistrovství Evropy Formule 3
- F3 Euroseries
- Britská Formule 3
- Formule Renault 3.5
- Porsche Supercup
- Eurocup Formule Renault 2.0
- Britská Formule Renault 2.0
- Indy Lights

## Úspěchy
Jezdecké tituly:
2001 - Britská Formule 3 (Sató)
2003 - Britská Formule 3 (van der Merwe)
2005 - Britská Formule 3 (Parente)
2008 - Britská Formule 3 (Alguersuari)
2009 - Britská Formule 3 (Ricciardo)
2010 - Britská Formule 3 (Vergne)
2011 - Britská Formule 3 (Nasr)
2012 - Britská Formule 3 (Jack Harvey)
2013 - Britská Formule 3 (Jordan King)
2010 - Formule Renault 3.5 (Aljošin)
2011 - Formule Renault 3.5 (Wickens)
2014 - GP3 Series (Lynn)
2015 - Britská Formule 4 (Norris)
2016 - Britská Formule 4 (Fewtrell)
2017 - Britská Formule 4 (Caroline)
2019 - Britská Formule 4 (Maloney)
2016 - Indy Lights (Jones)
2017 - BRDC British F3 Championship: (Ahmed)
2019 - BRDC British F3 Championship: (Novalak)
2019 - BRDC Mistrovství Evropy Fornule 3 (Norris)
Týmové tituly:
2006 -Britská Formule BMW 
2011 - Formule Renault 3.5
2011 - Formule Renault 3.5
2014 - GP3 Series
2015-2017 - Britská Formule 4 
2016 - Indy Lights
2018 - FIA Mistrovství Formule 2

## Kompletní výsledky v aktuálních sériích

### Mistrovství Formule 2
| Kompletní výsledky ve FIA Mistrovství Formule 2 | Kompletní výsledky ve FIA Mistrovství Formule 2 | Kompletní výsledky ve FIA Mistrovství Formule 2 | Kompletní výsledky ve FIA Mistrovství Formule 2 | Kompletní výsledky ve FIA Mistrovství Formule 2 | Kompletní výsledky ve FIA Mistrovství Formule 2 | Kompletní výsledky ve FIA Mistrovství Formule 2 | Kompletní výsledky ve FIA Mistrovství Formule 2 | Kompletní výsledky ve FIA Mistrovství Formule 2 | Kompletní výsledky ve FIA Mistrovství Formule 2 |
| Rok                                             | Vůz                                             | Jezdec                                          | Závody                                          | Výhry                                           | Pole pozice                                     | Nej kola                                        | Body                                            | P.J.                                            | P.T.                                            |
| ----------------------------------------------- | ----------------------------------------------- | ----------------------------------------------- | ----------------------------------------------- | ----------------------------------------------- | ----------------------------------------------- | ----------------------------------------------- | ----------------------------------------------- | ----------------------------------------------- | ----------------------------------------------- |
| 2018                                            | Dallara-Mecachrome                              | Sérgio Sette Câmara                             | 22                                              | 0                                               | 1                                               | 1                                               | 164                                             | 6.                                              | 1.                                              |
| 2018                                            | Dallara-Mecachrome                              | Lando Norris                                    | 24                                              | 1                                               | 1                                               | 1                                               | 219                                             | 2.                                              | 1.                                              |
| 2019                                            | Dallara-Mecachrome                              | Louis Delétraz                                  | 22                                              | 0                                               | 0                                               | 0                                               | 92                                              | 8.                                              | 4.                                              |
| 2019                                            | Dallara-Mecachrome                              | Nobuharu Macušita                               | 22                                              | 2                                               | 1                                               | 3                                               | 144                                             | 6.                                              | 4.                                              |

* Season still in progress

### Mistrovství Formule 3
| Kompletní výsledky ve FIA Mistrovství Formule 3 | Kompletní výsledky ve FIA Mistrovství Formule 3 | Kompletní výsledky ve FIA Mistrovství Formule 3 | Kompletní výsledky ve FIA Mistrovství Formule 3 | Kompletní výsledky ve FIA Mistrovství Formule 3 | Kompletní výsledky ve FIA Mistrovství Formule 3 | Kompletní výsledky ve FIA Mistrovství Formule 3 | Kompletní výsledky ve FIA Mistrovství Formule 3 | Kompletní výsledky ve FIA Mistrovství Formule 3 | Kompletní výsledky ve FIA Mistrovství Formule 3 | Kompletní výsledky ve FIA Mistrovství Formule 3 |
| Rok                                             | Vůz                                             | Jezdec                                          | Závody                                          | Výhry                                           | Pole ppzice                                     | Nej kola                                        | Pódia                                           | Body                                            | P.J.                                            | P.T.                                            |
| ----------------------------------------------- | ----------------------------------------------- | ----------------------------------------------- | ----------------------------------------------- | ----------------------------------------------- | ----------------------------------------------- | ----------------------------------------------- | ----------------------------------------------- | ----------------------------------------------- | ----------------------------------------------- | ----------------------------------------------- |
| 2019                                            | Dallara F3 2019-Mecachrome                      | Teppei Natori                                   | 16                                              | 0                                               | 0                                               | 0                                               | 0                                               | 1                                               | 24.                                             | 9.                                              |
| 2019                                            | Dallara F3 2019-Mecachrome                      | Felipe Drugovich                                | 16                                              | 0                                               | 0                                               | 0                                               | 0                                               | 8                                               | 16.                                             | 9.                                              |
| 2019                                            | Dallara F3 2019-Mecachrome                      | Logan Sargeant                                  | 16                                              | 0                                               | 0                                               | 0                                               | 0                                               | 5                                               | 19.                                             | 9.                                              |
| 2020                                            | Dallara F3 2019-Mecachrome                      | Clément Novalak                                 |                                                 |                                                 |                                                 |                                                 |                                                 |                                                 |                                                 |                                                 |
| 2020                                            | Dallara F3 2019-Mecachrome                      | Enaam Ahmed                                     |                                                 |                                                 |                                                 |                                                 |                                                 |                                                 |                                                 |                                                 |
| 2020                                            | Dallara F3 2019-Mecachrome                      | Cameron Das                                     |                                                 |                                                 |                                                 |                                                 |                                                 |                                                 |                                                 |                                                 |

### Macau Grand Prix
| Výsledky v Macau Grand Prix | Výsledky v Macau Grand Prix | Výsledky v Macau Grand Prix | Výsledky v Macau Grand Prix | Výsledky v Macau Grand Prix | Výsledky v Macau Grand Prix | Výsledky v Macau Grand Prix | Výsledky v Macau Grand Prix | Výsledky v Macau Grand Prix | Výsledky v Macau Grand Prix | Výsledky v Macau Grand Prix | Výsledky v Macau Grand Prix |
| Rok                         | Vůz                         | Jezdci                      | Závody                      | Výhry                       | Pole pozice                 | Nej.Kola                    | Pódia                       | Kvalifikace                 | 1.Závod                     | 2.Závod                     | Jezdcova série              |
| --------------------------- | --------------------------- | --------------------------- | --------------------------- | --------------------------- | --------------------------- | --------------------------- | --------------------------- | --------------------------- | --------------------------- | --------------------------- | --------------------------- |
| 2005                        | Dallara F305 Mugen-Honda    | Robert Kubica               | 2                           | 0                           | 0                           | 1                           | 2                           | 3.                          | 2.                          | 2.                          | FR3.5                       |
| 2005                        | Dallara F305 Mugen-Honda    | Charlie Kimball             | 2                           | 0                           | 0                           | 0                           | 0                           | 13.                         | 9.                          | Ret                         | BF3                         |
| 2005                        | Dallara F305 Mugen-Honda    | Christian Bakkerud          | 2                           | 0                           | 0                           | 0                           | 0                           | 15.                         | 11.                         | 7.                          | BF3                         |
| 2006                        | Dallara F306 Mugen-Honda    | Sebastian Vettel            | 2                           | 0                           | 0                           | 9                           | 9                           | 10.                         | Ret                         | 23.                         | F3 Euro Series              |
| 2006                        | Dallara F306 Mugen-Honda    | Oliver Jarvis               | 2                           | 0                           | 0                           | 0                           | 0                           | 22.                         | 11.                         | 15.                         | BF3                         |
| 2006                        | Dallara F306 Mugen-Honda    | Sébastien Buemi             | 2                           | 0                           | 0                           | 0                           | 0                           | 17.                         | 12.                         | 4.                          | F3 Euro Series              |
| 2006                        | Dallara F306 Mugen-Honda    | Maro Engel                  | 2                           | 0                           | 0                           | 0                           | 0                           | 14.                         | Ret                         | 9.                          | BF3                         |
| 2007                        | Dallara F307 Mercedes-HWA   | Brendon Hartley             | 2                           | 0                           | 0                           | 0                           | 0                           | 21.                         | 12.                         | 12.                         | FR2.0                       |
| 2007                        | Dallara F307 Mercedes-HWA   | Sam Bird                    | 2                           | 0                           | 0                           | 0                           | 0                           | 16.                         | 5.                          | 6.                          | BF3                         |
| 2007                        | Dallara F307 Mercedes-HWA   | Niall Breen                 | 2                           | 0                           | 0                           | 0                           | 0                           | 17.                         | 10.                         | Ret                         | BF3                         |
| 2007                        | Dallara F307 Mercedes-HWA   | Lei Kit Meng                | 2                           | 0                           | 0                           | 0                           | 0                           | 29.                         | Ret                         | 21.                         | China Circuit Champ.        |
| 2008                        | Dallara F308 Mercedes-HWA   | Oliver Turvey               | 2                           | 0                           | 0                           | 0                           | 0                           | 8.                          | 4.                          | 7.                          | BF3                         |
| 2008                        | Dallara F308 Mercedes-HWA   | Jaime Alguersuari           | 2                           | 0                           | 0                           | 0                           | 0                           | 9.                          | 6.                          | 10.                         | BF3                         |
| 2008                        | Dallara F308 Mercedes-HWA   | Brendon Hartley             | 2                           | 0                           | 0                           | 0                           | 0                           | 11.                         | Ret                         | 3.                          | BF3                         |
| 2008                        | Dallara F308 Mercedes-HWA   | Marcus Ericsson             | 2                           | 0                           | 0                           | 0                           | 0                           | 15.                         | 8.                          | Ret                         | BF3                         |
| 2009                        | Dallara F309 Volkswagen     | Daniel Ricciardo            | 2                           | 0                           | 0                           | 0                           | 0                           | 5.                          | 6.                          | Ret                         | BF3                         |
| 2009                        | Dallara F309 Volkswagen     | Brendon Hartley             | 2                           | 0                           | 0                           | 0                           | 0                           | 12.                         | 24.                         | Ret                         | F3 Euro Series              |
| 2009                        | Dallara F309 Volkswagen     | Max Chilton                 | 2                           | 0                           | 0                           | 0                           | 0                           | 17.                         | 15.                         | Ret                         | BF3                         |
| 2009                        | Dallara F309 Volkswagen     | Henry Arundel               | 2                           | 0                           | 0                           | 0                           | 0                           | 27.                         | Ret                         | 16.                         | BF3                         |
| 2010                        | Dallara F308 Volkswagen     | Jean-Éric Vergne            | 2                           | 0                           | 0                           | 0                           | 0                           | 11.                         | 7.                          | 7.                          | BF3                         |
| 2010                        | Dallara F308 Volkswagen     | James Calado                | 2                           | 0                           | 0                           | 0                           | 0                           | 17.                         | Ret                         | 19.                         | BF3                         |
| 2010                        | Dallara F308 Volkswagen     | Jazeman Jaafar              | 2                           | 0                           | 0                           | 0                           | 0                           | 14.                         | 13.                         | 14.                         | BF3                         |
| 2010                        | Dallara F308 Volkswagen     | António Félix da Costa      | 2                           | 0                           | 0                           | 0                           | 0                           | 13.                         | 9.                          | 6.                          | F3 Euro Series              |
| 2011                        | Dallara F308 Volkswagen     | Felipe Nasr                 | 2                           | 0                           | 0                           | 0                           | 2                           | 6.                          | 2.                          | 2.                          | BF3                         |
| 2011                        | Dallara F308 Volkswagen     | Kevin Magnussen             | 2                           | 0                           | 0                           | 0                           | 0                           | 7.                          | 19.                         | 14.                         | BF3                         |
| 2011                        | Dallara F308 Volkswagen     | Jazeman Jaafar              | 2                           | 0                           | 0                           | 0                           | 0                           | 17.                         | 17.                         | 8.                          | BF3                         |
| 2011                        | Dallara F308 Volkswagen     | Carlos Huertas              | 2                           | 0                           | 0                           | 0                           | 0                           | 9.                          | 19.                         | 14.                         | BF3                         |
| 2012                        | Dallara F312 Volkswagen     | Felipe Nasr                 | 2                           | 0                           | 0                           | 0                           | 0                           | 6.                          | 9.                          | 5.                          | GP2                         |
| 2012                        | Dallara F312 Volkswagen     | Daniel Abt                  | 2                           | 0                           | 0                           | 0                           | 0                           | 9.                          | 15.                         | 12.                         | GP3                         |
| 2012                        | Dallara F312 Volkswagen     | António Félix da Costa      | 2                           | 2                           | 1                           | 1                           | 2                           | 2.                          | 1.                          | 1.                          | GP3                         |
| 2012                        | Dallara F312 Volkswagen     | Carlos Sainz Jr.            | 2                           | 0                           | 0                           | 0                           | 0                           | 5.                          | 4.                          | 7.                          | FIA ME F3                   |
| 2012                        | Dallara F312 Volkswagen     | William Buller              | 2                           | 0                           | 0                           | 0                           | 0                           | 17.                         | 14.                         | 10.                         | FIA ME F3                   |
| 2012                        | Dallara F312 Volkswagen     | Jack Harvey                 | 2                           | 0                           | 0                           | 0                           | 0                           | 13.                         | 12.                         | Ret                         | FIA ME F3                   |
| 2013                        | Dallara F312 Volkswagen     | António Félix da Costa      | 2                           | 0                           | 0                           | 0                           | 1                           | 5.                          | 4.                          | 2.                          | FR3.5                       |
| 2013                        | Dallara F312 Volkswagen     | Carlos Sainz Jr.            | 2                           | 0                           | 0                           | 0                           | 0                           | 14.                         | 9.                          | 7.                          | GP3                         |
| 2013                        | Dallara F312 Volkswagen     | Harry Tincknell             | 2                           | 0                           | 0                           | 0                           | 0                           | 9.                          | Ret                         | 14.                         | FIA ME F3                   |
| 2013                        | Dallara F312 Volkswagen     | Jaeman Jaafar               | 2                           | 0                           | 0                           | 0                           | 0                           | 8.                          | 12.                         | 6.                          | FR3.5                       |
| 2013                        | Dallara F312 Volkswagen     | Jordan King                 | 2                           | 0                           | 0                           | 0                           | 0                           | 10.                         | 7.                          | 5.                          | BF3                         |
| 2013                        | Dallara F312 Volkswagen     | Nicholas Latifi             | 2                           | 0                           | 0                           | 0                           | 0                           | 16.                         | 13.                         | 9.                          | FIA ME F3                   |
| 2014                        | Dallara F312 Volkswagen     | Tom Blomqvist               | 2                           | 0                           | 1                           | 0                           | 1                           | 7.                          | 3.                          | Ret                         | FIA ME F3                   |
| 2014                        | Dallara F312 Volkswagen     | Jordan King                 | 2                           | 0                           | 0                           | 0                           | 0                           | 5.                          | 8.                          | Ret                         | FIA ME F3                   |
| 2014                        | Dallara F312 Volkswagen     | Antonio Giovinazzi          | 2                           | 0                           | 0                           | 0                           | 0                           | 12.                         | Ret                         | 12.                         | FIA ME F3                   |
| 2014                        | Dallara F312 Volkswagen     | Sean Gelael                 | 2                           | 0                           | 0                           | 0                           | 0                           | 13.                         | Ret                         | 15.                         | FIA ME F3                   |
| 2014                        | Dallara F312 Volkswagen     | Jú Kanamaru                 | 2                           | 0                           | 0                           | 0                           | 0                           | 19.                         | 13.                         | Ret                         | Euroformula                 |
| 2015                        | Dallara F312 Volkswagen     | Antonio Giovinazzi          | 2                           | 0                           | 0                           | 0                           | 0                           | 4.                          | 10.                         | 4.                          | FIA ME F3                   |
| 2015                        | Dallara F312 Volkswagen     | Gustavo Menezes             | 2                           | 0                           | 0                           | 0                           | 0                           | 25.                         | 19.                         | Ret                         | FIA ME F3                   |
| 2015                        | Dallara F312 Volkswagen     | Jú Kanamaru                 | 2                           | 0                           | 0                           | 0                           | 0                           | 19.                         | 20.                         | Ret                         | FR3.5                       |
| 2015                        | Dallara F312 Volkswagen     | Callum Ilott                | 2                           | 0                           | 0                           | 0                           | 0                           | 18.                         | Ret                         | Ret                         | European F3                 |
| 2016                        | Dallara F312 Volkswagen     | Lando Norris                | 2                           | 0                           | 0                           | 0                           | 0                           | 9.                          | Ret                         | 11.                         | FR2.0                       |
| 2016                        | Dallara F312 Volkswagen     | Sérgio Sette Câmara         | 2                           | 0                           | 0                           | 0                           | 2                           | 4.                          | 3.                          | 3.                          | FIA ME F3                   |
| 2016                        | Dallara F312 Volkswagen     | Jake Hughes                 | 2                           | 0                           | 0                           | 0                           | 0                           | 6.                          | 10.                         | 6.                          | GP3                         |
| 2016                        | Dallara F312 Volkswagen     | António Félix da Costa      | 2                           | 2                           | 1                           | 0                           | 2                           | 3.                          | 1.                          | 1.                          | Formule E                   |
| 2017                        | Dallara F312 Volkswagen     | Lando Norris                | 2                           | 0                           | 0                           | 0                           | 1                           | 2.                          | 7.                          | 2.                          | FIA ME F3                   |
| 2017                        | Dallara F312 Volkswagen     | Jehan Daruvala              | 2                           | 0                           | 0                           | 0                           | 0                           | 19.                         | 16.                         | 10.                         | FIA ME F3                   |
| 2017                        | Dallara F312 Volkswagen     | Ferdinand Habsburg          | 2                           | 0                           | 0                           | 0                           | 0                           | 5.                          | 5.                          | 4.                          | FIA ME F3                   |
| 2017                        | Dallara F312 Volkswagen     | Sacha Fenestraz             | 2                           | 0                           | 0                           | 0                           | 0                           | 11.                         | 12.                         | 7.                          | FR2.0                       |
| 2017                        | Dallara F312 Volkswagen     | Devlin DeFrancesco          | 2                           | 0                           | 0                           | 0                           | 0                           | 14.                         | 21.                         | Ret                         | Euroformula                 |
| 2018                        | Dallara F312 Volkswagen     | Jehan Daruvala              | 2                           | 0                           | 0                           | 0                           | 0                           | 19.                         | 17.                         | 12.                         | FIA ME F3                   |
| 2018                        | Dallara F312 Volkswagen     | Callum Ilott                | 2                           | 0                           | 0                           | 0                           | 1                           | 2.                          | 3.                          | 7.                          | GP3                         |
| 2018                        | Dallara F312 Volkswagen     | Sacha Fenestraz             | 2                           | 0                           | 0                           | 0                           | 1                           | 3.                          | 4.                          | 3.                          | FIA ME F3                   |
| 2018                        | Dallara F312 Volkswagen     | Jošiaki Katajama            | 2                           | 0                           | 0                           | 0                           | 0                           | 27.                         | Ret                         | 17.                         | JF3                         |
| 2019                        | Dallara F3 2019-Mecachrome  | Logan Sargeant              | 2                           | 0                           | 0                           | 0                           | 1                           | 10.                         | 6.                          | 3.                          | FIA MS F3                   |
| 2019                        | Dallara F3 2019-Mecachrome  | Dan Ticktum                 | 2                           | 0                           | 0                           | 0                           | 0                           | 13.                         | Ret                         | 13.                         | Formule 3 RME               |
| 2019                        | Dallara F3 2019-Mecachrome  | Felipe Drugovich            | 2                           | 0                           | 0                           | 0                           | 0                           | 16th                        | Ret                         | 24th                        | FIA F3                      |

## Kompletní výsledky v bývalích sériích

### GP2 Series
| Výsledky v GP2 Series | Výsledky v GP2 Series | Výsledky v GP2 Series | Výsledky v GP2 Series | Výsledky v GP2 Series | Výsledky v GP2 Series | Výsledky v GP2 Series | Výsledky v GP2 Series | Výsledky v GP2 Series | Výsledky v GP2 Series |
| Rok                   | Vůz                   | Jezdci                | Závody                | Výhry                 | Pole pozice           | Nej. Kola             | Body                  | P.J.                  | P.T.                  |
| --------------------- | --------------------- | --------------------- | --------------------- | --------------------- | --------------------- | --------------------- | --------------------- | --------------------- | --------------------- |
| 2011                  | Dallara-Mecachrome    | Max Chilton           | 18                    | 0                     | 0                     | 0                     | 4                     | 20.                   | 13.                   |
| 2011                  | Dallara-Mecachrome    | Michail Aljošin       | 6                     | 0                     | 0                     | 0                     | 0                     | 32.                   | 13.                   |
| 2011                  | Dallara-Mecachrome    | Oliver Turvey         | 2                     | 0                     | 0                     | 0                     | 0                     | 25.                   | 13.                   |
| 2011                  | Dallara-Mecachrome    | Álvaro Parente        | 8                     | 0                     | 0                     | 0                     | 8                     | 16.                   | 13.                   |
| 2012                  | Dallara-Mecachrome    | Max Chilton           | 24                    | 2                     | 2                     | 0                     | 169                   | 4.                    | 5.                    |
| 2012                  | Dallara-Mecachrome    | Rio Haryanto          | 24                    | 0                     | 1                     | 1                     | 38                    | 14.                   | 5.                    |
| 2013                  | Dallara-Mecachrome    | Felipe Nasr           | 22                    | 0                     | 0                     | 0                     | 154                   | 4.                    | 2.                    |
| 2013                  | Dallara-Mecachrome    | Jolyon Palmer         | 22                    | 2                     | 1                     | 2                     | 119                   | 7.                    | 2.                    |
| 2014                  | Dallara-Mecachrome    | Felipe Nasr           | 22                    | 4                     | 1                     | 2                     | 224                   | 3.                    | 2.                    |
| 2014                  | Dallara-Mecachrome    | Julián Leal           | 22                    | 0                     | 0                     | 1                     | 68                    | 10.                   | 2.                    |
| 2015                  | Dallara-Mecachrome    | Julián Leal           | 16                    | 0                     | 0                     | 0                     | 38                    | 14.                   | 9.                    |
| 2015                  | Dallara-Mecachrome    | Dean Stoneman         | 5                     | 0                     | 0                     | 0                     | 1                     | 24.                   | 9.                    |
| 2015                  | Dallara-Mecachrome    | Marco Sørensen        | 8                     | 0                     | 0                     | 0                     | 0                     | 33.                   | 9.                    |
| 2015                  | Dallara-Mecachrome    | Johnny Cecotto Jr.    | 6                     | 0                     | 0                     | 0                     | 0                     | 28.                   | 9.                    |
| 2015                  | Dallara-Mecachrome    | Sean Gelael           | 8                     | 0                     | 0                     | 0                     | 0                     | 30.                   | 9.                    |
| 2015                  | Dallara-Mecachrome    | Jann Mardenborough    | 2                     | 0                     | 0                     | 0                     | 0                     | 35.                   | 9.                    |
| 2016                  | Dallara-Mecachrome    | René Binder           | 4                     | 0                     | 0                     | 0                     | 0                     | 23.†                  | 10.                   |
| 2016                  | Dallara-Mecachrome    | Sergio Canamasas      | 18                    | 0                     | 0                     | 0                     | 17                    | 19.                   | 10.                   |
| 2016                  | Dallara-Mecachrome    | Marvin Kirchhöfer     | 20                    | 0                     | 0                     | 0                     | 21                    | 17.                   | 10.                   |
| 2016                  | Dallara-Mecachrome    | Louis Delétraz        | 2                     | 0                     | 0                     | 0                     | 0                     | 26.                   | 10.                   |

† Zahrnuje i body získané za ART Grand Prix

### GP3 Series
| Výsledky v GP3 Series | Výsledky v GP3 Series | Výsledky v GP3 Series  | Výsledky v GP3 Series | Výsledky v GP3 Series | Výsledky v GP3 Series | Výsledky v GP3 Series | Výsledky v GP3 Series | Výsledky v GP3 Series | Výsledky v GP3 Series | Výsledky v GP3 Series |
| Rok                   | Vůz                   | Jezdec                 | Závody                | Výhry                 | Pole pozice           | Nej. kola             | Pódium                | Body                  | P.J.                  | P.T.                  |
| --------------------- | --------------------- | ---------------------- | --------------------- | --------------------- | --------------------- | --------------------- | --------------------- | --------------------- | --------------------- | --------------------- |
| 2010                  | Dallara-Renault       | Dean Smith             | 16                    | 0                     | 0                     | 0                     | 1                     | 24                    | 7.                    | 5.                    |
| 2010                  | Dallara-Renault       | Josef Newgarden        | 16                    | 0                     | 1                     | 0                     | 0                     | 8                     | 18.                   | 5.                    |
| 2010                  | Dallara-Renault       | Lucas Foresti          | 10                    | 0                     | 0                     | 0                     | 1                     | 7                     | 19.                   | 5.                    |
| 2010                  | Dallara-Renault       | Michail Alošin         | 2                     | 0                     | 0                     | 0                     | 0                     | 0                     | 37.                   | 5.                    |
| 2010                  | Dallara-Renault       | António Félix da Costa | 4                     | 0                     | 0                     | 0                     | 0                     | 3                     | 26.                   | 5.                    |
| 2011                  | Dallara-Renault       | Tom Dillmann           | 2                     | 0                     | 1                     | 0                     | 1                     | 15                    | 14.†                  | 9.                    |
| 2011                  | Dallara-Renault       | Conor Daly             | 16                    | 0                     | 0                     | 0                     | 0                     | 10                    | 17.                   | 9.                    |
| 2011                  | Dallara-Renault       | Leonardo Cordeiro      | 16                    | 0                     | 0                     | 0                     | 0                     | 0                     | 30.                   | 9.                    |
| 2011                  | Dallara-Renault       | Daniel Morad           | 4                     | 0                     | 0                     | 0                     | 0                     | 0                     | 33.                   | 9.                    |
| 2012                  | Dallara-Renault       | António Félix da Costa | 16                    | 3                     | 1                     | 6                     | 6                     | 132                   | 3.                    | 3.                    |
| 2012                  | Dallara-Renault       | William Buller         | 16                    | 1                     | 0                     | 0                     | 1                     | 20                    | 15.                   | 3.                    |
| 2012                  | Dallara-Renault       | Alex Brundle           | 16                    | 0                     | 0                     | 0                     | 1                     | 19                    | 16.                   | 3.                    |
| 2013                  | Dallara-AER           | Nick Yelloly           | 16                    | 0                     | 0                     | 1                     | 4                     | 107                   | 6.                    | 4.                    |
| 2013                  | Dallara-AER           | Alexander Sims         | 6                     | 1                     | 0                     | 1                     | 3                     | 77                    | 8.†                   | 4.                    |
| 2013                  | Dallara-AER           | Eric Lichtenstein      | 10                    | 0                     | 0                     | 0                     | 0                     | 0                     | 22.                   | 4.                    |
| 2013                  | Dallara-AER           | Luís Sá Silva          | 16                    | 0                     | 0                     | 0                     | 0                     | 0                     | 23.                   | 4.                    |
| 2014                  | Dallara-AER           | Alex Lynn              | 18                    | 3                     | 2                     | 3                     | 8                     | 207                   | 1.                    | 1.                    |
| 2014                  | Dallara-AER           | Emil Bernstorff        | 18                    | 1                     | 0                     | 1                     | 5                     | 134                   | 5.                    | 1.                    |
| 2014                  | Dallara-AER           | Luís Sá Silva          | 18                    | 0                     | 0                     | 0                     | 0                     | 6                     | 19.                   | 1.                    |
| 2015                  | Dallara-AER           | Antonio Fuoco          | 18                    | 0                     | 0                     | 0                     | 2                     | 88                    | 6.                    | 5.                    |
| 2015                  | Dallara-AER           | Jann Mardenborough     | 14                    | 0                     | 0                     | 0                     | 2                     | 58                    | 9.                    | 5.                    |
| 2015                  | Dallara-AER           | Adderly Fong           | 2                     | 0                     | 0                     | 0                     | 0                     | 0                     | 23.                   | 5.                    |
| 2015                  | Dallara-AER           | Mitchell Gilbert       | 18                    | 0                     | 0                     | 0                     | 0                     | 1                     | 22.                   | 5.                    |

### Formule Nissan/Renault 3.5
| Formule Nissan/Renault 3.5 | Formule Nissan/Renault 3.5 | Formule Nissan/Renault 3.5 | Formule Nissan/Renault 3.5 | Formule Nissan/Renault 3.5 | Formule Nissan/Renault 3.5 | Formule Nissan/Renault 3.5 | Formule Nissan/Renault 3.5 | Formule Nissan/Renault 3.5 | Formule Nissan/Renault 3.5 | Formule Nissan/Renault 3.5 |
| Rok                        | Vůz                        | Jezdci                     | Závody                     | Výhry                      | Pole pozice                | Nej. Kola                  | Pódia                      | Body                       | P.J.                       | P.J.                       |
| -------------------------- | -------------------------- | -------------------------- | -------------------------- | -------------------------- | -------------------------- | -------------------------- | -------------------------- | -------------------------- | -------------------------- | -------------------------- |
| 2003                       | Dallara-Nissan VQ          | Narain Karthikeyan         | 18                         | 0                          | 0                          | 0                          | 4                          | 121                        | 4.                         | 4.                         |
| 2003                       | Dallara-Nissan VQ          | Bruce Jouanny              | 18                         | 0                          | 2                          | 0                          | 2                          | 62                         | 10.                        | 4.                         |
| 2004                       | Dallara-Nissan VQ          | Tiago Monteiro             | 18                         | 5                          | 4                          | 2                          | 9                          | 154                        | 2.                         | 2.                         |
| 2004                       | Dallara-Nissan VQ          | Olivier Pla                | 18                         | 1                          | 0                          | 0                          | 2                          | 66                         | 9.                         | 2.                         |
| 2005                       | Dallara-Renault            | Andreas Zuber              | 16                         | 1                          | 1                          | 4                          | 4                          | 73                         | 6.                         | 4.                         |
| 2005                       | Dallara-Renault            | Will Power                 | 13                         | 2                          | 3                          | 0                          | 4                          | 64                         | 7.                         | 4.                         |
| 2005                       | Dallara-Renault            | Giorgio Mondini            | 2                          | 0                          | 0                          | 0                          | 0                          | 5                          | 24.†                       | 4.                         |
| 2006                       | Dallara-Renault            | Michail Aljošin            | 17                         | 0                          | 1                          | 0                          | 2                          | 41                         | 11.                        | 4.                         |
| 2006                       | Dallara-Renault            | Adrian Zaugg               | 6                          | 0                          | 1                          | 0                          | 2                          | 33                         | 13.                        | 4.                         |
| 2006                       | Dallara-Renault            | Sebastian Vettel           | 3                          | 2                          | 1                          | 0                          | 2                          | 28                         | 15.                        | 4.                         |
| 2006                       | Dallara-Renault            | Colin Fleming              | 4                          | 0                          | 0                          | 0                          | 0                          | 19                         | 18.                        | 4.                         |
| 2006                       | Dallara-Renault            | Gavin Cronje               | 2                          | 0                          | 0                          | 0                          | 0                          | 0                          | 33.                        | 4.                         |
| 2007                       | Dallara-Renault            | Sebastian Vettel           | 7                          | 1                          | 1                          | 1                          | 4                          | 74                         | 5.                         | 3.                         |
| 2007                       | Dallara-Renault            | Michail Aljošin            | 17                         | 1                          | 1                          | 0                          | 1                          | 44                         | 12.                        | 3.                         |
| 2007                       | Dallara-Renault            | Michael Ammermüller        | 5                          | 0                          | 1                          | 0                          | 0                          | 12                         | 22.                        | 3.                         |
| 2007                       | Dallara-Renault            | Robert Wickens             | 4                          | 0                          | 0                          | 0                          | 0                          | 6                          | 25.                        | 3.                         |
| 2008                       | Dallara-Renault            | Michail Aljošin            | 16                         | 0                          | 0                          | 0                          | 3                          | 73                         | 5.                         | 5.                         |
| 2008                       | Dallara-Renault            | Robert Wickens             | 17                         | 1                          | 1                          | 3                          | 4                          | 55                         | 12.                        | 5.                         |
| 2009                       | Dallara-Renault            | Oliver Turvey              | 17                         | 1                          | 2                          | 0                          | 5                          | 93                         | 4.                         | 2.                         |
| 2009                       | Dallara-Renault            | Jaime Alguersuari          | 17                         | 1                          | 1                          | 1                          | 3                          | 88                         | 6.                         | 2.                         |
| 2010                       | Dallara-Renault            | Michail Aljošin            | 17                         | 3                          | 1                          | 2                          | 8                          | 138                        | 1.                         | 3.                         |
| 2010                       | Dallara-Renault            | Jake Rosenzweig            | 16                         | 0                          | 1                          | 0                          | 0                          | 13                         | 19.                        | 3.                         |
| 2011                       | Dallara-Renault            | Robert Wickens             | 17                         | 5                          | 7                          | 4                          | 10                         | 241                        | 1.                         | 1.                         |
| 2011                       | Dallara-Renault            | Jean-Éric Vergne           | 17                         | 5                          | 4                          | 1                          | 9                          | 232                        | 2.                         | 1.                         |
| 2012                       | Dallara-Zytek              | Kevin Magnussen            | 17                         | 1                          | 3                          | 0                          | 3                          | 106                        | 7.                         | 5.                         |
| 2012                       | Dallara-Zytek              | Will Stevens               | 17                         | 0                          | 0                          | 0                          | 1                          | 59                         | 12.                        | 5.                         |
| 2013                       | Dallara-Zytek              | Carlos Huertas             | 17                         | 1                          | 0                          | 1                          | 1                          | 30                         | 14.                        | 11.                        |
| 2013                       | Dallara-Zytek              | Jazeman Jaafar             | 15                         | 0                          | 0                          | 0                          | 1                          | 24                         | 17.                        | 11.                        |
| 2015                       | Dallara-Zytek              | Sean Gelael                | 9                          | 0                          | 0                          | 0                          | 0                          | 4                          | 18.                        | 4.                         |
| 2015                       | Dallara-Zytek              | Tom Dillmann               | 9                          | 0                          | 0                          | 0                          | 1                          | 69                         | 6.                         | 4.                         |

### FIA Mistrovstvé Evropy Formule 3
Carlin v letech 2014 až 2015 dva týmy pod jmény Carlin a Jagonya ayam s Carlin.

#### Carlin
| Výsledky ve FIA Mistrovství Evropy Formule 3 | Výsledky ve FIA Mistrovství Evropy Formule 3 | Výsledky ve FIA Mistrovství Evropy Formule 3 | Výsledky ve FIA Mistrovství Evropy Formule 3 | Výsledky ve FIA Mistrovství Evropy Formule 3 | Výsledky ve FIA Mistrovství Evropy Formule 3 | Výsledky ve FIA Mistrovství Evropy Formule 3 | Výsledky ve FIA Mistrovství Evropy Formule 3 | Výsledky ve FIA Mistrovství Evropy Formule 3 | Výsledky ve FIA Mistrovství Evropy Formule 3 | Výsledky ve FIA Mistrovství Evropy Formule 3 |
| Rok                                          | Vůz                                          | Jezdci                                       | Závody                                       | Výhry                                        | Pole pozice                                  | Nej.Kola                                     | Pódia                                        | Body                                         | P.J.                                         | P.T.                                         |
| -------------------------------------------- | -------------------------------------------- | -------------------------------------------- | -------------------------------------------- | -------------------------------------------- | -------------------------------------------- | -------------------------------------------- | -------------------------------------------- | -------------------------------------------- | -------------------------------------------- | -------------------------------------------- |
| 2012                                         | Dallara F312-Volkswagen                      | William Buller                               | 16                                           | 0                                            | 1                                            | 0                                            | 5                                            | 137                                          | 6.                                           | NK                                           |
| 2012                                         | Dallara F312-Volkswagen                      | Carlos Sainz Jr.                             | 20                                           | 1                                            | 2                                            | 2                                            | 3                                            | 161                                          | 5.                                           | NK                                           |
| 2012                                         | Dallara F312-Volkswagen                      | Harry Tincknell                              | 8                                            | 0                                            | 0                                            | 0                                            | 0                                            | 0                                            | NK                                           | NK                                           |
| 2012                                         | Dallara F312-Volkswagen                      | Jazeman Jaafar                               | 12                                           | 0                                            | 0                                            | 0                                            | 4                                            | 0                                            | NK                                           | NK                                           |
| 2012                                         | Dallara F312-Volkswagen                      | Jack Harvey                                  | 6                                            | 0                                            | 0                                            | 0                                            | 0                                            | 0                                            | NK                                           | NK                                           |
| 2012                                         | Dallara F312-Volkswagen                      | Pietro Fantin                                | 6                                            | 0                                            | 0                                            | 0                                            | 0                                            | 0                                            | NK                                           | NK                                           |
| 2012                                         | Dallara F312-Volkswagen                      | Felipe Nasr                                  | 2                                            | 0                                            | 0                                            | 0                                            | 0                                            | 0                                            | NK                                           | NK                                           |
| 2012                                         | Dallara F312-Volkswagen                      | Richard Bradley                              | 2                                            | 0                                            | 0                                            | 0                                            | 0                                            | 0                                            | NK                                           | NK                                           |
| 2013                                         | Dallara F312-Volkswagen                      | Harry Tincknell                              | 30                                           | 1                                            | 2                                            | 0                                            | 2                                            | 227                                          | 5.                                           | 3.                                           |
| 2013                                         | Dallara F312-Volkswagen                      | Jordan King                                  | 30                                           | 0                                            | 0                                            | 0                                            | 4                                            | 176                                          | 6.                                           | 3.                                           |
| 2013                                         | Dallara F312-Volkswagen                      | Nicholas Latifi                              | 30                                           | 0                                            | 0                                            | 0                                            | 0                                            | 45                                           | 15.                                          | 3.                                           |
| 2013                                         | Dallara F312-Volkswagen                      | Jann Mardenborough                           | 30                                           | 0                                            | 0                                            | 0                                            | 0                                            | 12                                           | 21.                                          | 3.                                           |
| 2013                                         | Dallara F312-Volkswagen                      | Daniil Kvjat [G]                             | 21                                           | 1                                            | 5                                            | 1                                            | 7                                            | 0                                            | NK                                           | 3.                                           |
| 2013                                         | Dallara F312-Volkswagen                      | Nick Cassidy [G]                             | 6                                            | 0                                            | 0                                            | 0                                            | 0                                            | 0                                            | NK                                           | 3.                                           |
| 2014                                         | Dallara F312-Volkswagen                      | Jordan King                                  | 33                                           | 0                                            | 0                                            | 0                                            | 6                                            | 217                                          | 7.                                           | 5.                                           |
| 2014                                         | Dallara F312-Volkswagen                      | Ed Jones                                     | 21                                           | 0                                            | 0                                            | 0                                            | 2                                            | 70                                           | 13.                                          | 5.                                           |
| 2014                                         | Dallara F312-Volkswagen                      | Jake Dennis                                  | 33                                           | 0                                            | 0                                            | 0                                            | 3                                            | 174                                          | 9.                                           | 5.                                           |
| 2015                                         | Dallara F312-Volkswagen                      | Callum Ilott                                 | 24                                           | 0                                            | 0                                            | 0                                            | 1                                            | 65.5                                         | 12.                                          | 5.                                           |
| 2015                                         | Dallara F312-Volkswagen                      | George Russell                               | 24                                           | 1                                            | 0                                            | 0                                            | 3                                            | 203                                          | 6.                                           | 5.                                           |
| 2015                                         | Dallara F312-Volkswagen                      | Tatiana Calderónová                          | 24                                           | 0                                            | 0                                            | 0                                            | 0                                            | 0                                            | 27.                                          | 5.                                           |
| 2016                                         | Dallara F312-Volkswagen                      | Li Č' Cchung                                 | 10                                           | 0                                            | 0                                            | 0                                            | 0                                            | 0                                            | 23.                                          | 4.                                           |
| 2016                                         | Dallara F312-Volkswagen                      | Alessio Lorandi                              | 21                                           | 1                                            | 1                                            | 1                                            | 2                                            | 96                                           | 14.                                          | 4.                                           |
| 2016                                         | Dallara F312-Volkswagen                      | Ryan Tveter                                  | 18                                           | 0                                            | 0                                            | 0                                            | 0                                            | 25                                           | 17.                                          | 4.                                           |
| 2016                                         | Dallara F312-Volkswagen                      | Raoul Hyman                                  | 3                                            | 0                                            | 0                                            | 0                                            | 0                                            | 1                                            | 22.                                          | 4.                                           |
| 2016                                         | Dallara F312-Volkswagen                      | Weiron Tan                                   | 9                                            | 0                                            | 0                                            | 0                                            | 0                                            | 0                                            | 25.                                          | 4.                                           |
| 2016                                         | Dallara F312-Volkswagen                      | William Buller                               | 3                                            | 0                                            | 0                                            | 0                                            | 0                                            | 0                                            | 24.                                          | 4.                                           |
| 2016                                         | Dallara F312-Volkswagen                      | Jake Hughes                                  | 3                                            | 0                                            | 0                                            | 0                                            | 1                                            | 27                                           | 16.                                          | 4.                                           |
| 2016                                         | Dallara F312-Volkswagen                      | Lando Norris [G]                             | 3                                            | 0                                            | 0                                            | 0                                            | 0                                            | 0                                            | NK                                           | 4.                                           |
| 2016                                         | Dallara F312-Volkswagen                      | Dan Ticktum [G]                              | 3                                            | 0                                            | 0                                            | 0                                            | 0                                            | 0                                            | NK                                           | 4.                                           |
| 2017                                         | Dallara F312-Volkswagen                      | Jake Dennis                                  | 9                                            | 0                                            | 0                                            | 0                                            | 1                                            | 41                                           | 17.                                          | 2.                                           |
| 2017                                         | Dallara F312-Volkswagen                      | Devlin DeFrancesco                           | 6                                            | 0                                            | 0                                            | 0                                            | 0                                            | 0                                            | NK                                           | 2.                                           |
| 2017                                         | Dallara F312-Volkswagen                      | Jehan Daruvala                               | 30                                           | 1                                            | 1                                            | 0                                            | 3                                            | 191                                          | 6.                                           | 2.                                           |
| 2017                                         | Dallara F312-Volkswagen                      | Ferdinand Habsburg                           | 30                                           | 1                                            | 0                                            | 2                                            | 4                                            | 187                                          | 7.                                           | 2.                                           |
| 2017                                         | Dallara F312-Volkswagen                      | Lando Norris                                 | 30                                           | 9                                            | 8                                            | 8                                            | 20                                           | 441                                          | 1.                                           | 2.                                           |
| 2017                                         | Dallara F312-Volkswagen                      | Sacha Fenestraz                              | 3                                            | 0                                            | 0                                            | 0                                            | 0                                            | 1                                            | 20.                                          | 2.                                           |
| 2018                                         | Dallara F312-Volkswagen                      | Jehan Daruvala                               | 30                                           | 1                                            | 1                                            | 1                                            | 5                                            | 136.5                                        | 10.                                          | 4.                                           |
| 2018                                         | Dallara F312-Volkswagen                      | Sacha Fenestraz                              | 30                                           | 1                                            | 2                                            | 1                                            | 3                                            | 121                                          | 11.                                          | 4.                                           |
| 2018                                         | Dallara F312-Volkswagen                      | Nikita Troitskiy                             | 30                                           | 1                                            | 0                                            | 2                                            | 1                                            | 37                                           | 15.                                          | 4.                                           |
| 2018                                         | Dallara F312-Volkswagen                      | Devlin DeFrancesco                           | 6                                            | 0                                            | 0                                            | 0                                            | 0                                            | 0                                            | 25.                                          | 4.                                           |
| 2018                                         | Dallara F312-Volkswagen                      | Ameya Vaidyanathan                           | 29                                           | 0                                            | 0                                            | 0                                            | 0                                            | 0                                            | 23.                                          | 4.                                           |
| 2018                                         | Dallara F312-Volkswagen                      | Ferdinand Habsburg                           | 30                                           | 0                                            | 0                                            | 2                                            | 1                                            | 87                                           | 13.                                          | 4.                                           |

#### Jagonya Ayam with Carlin
| Výsledky ve FIA Mistrovství Evropy Formule 3 | Výsledky ve FIA Mistrovství Evropy Formule 3 | Výsledky ve FIA Mistrovství Evropy Formule 3 | Výsledky ve FIA Mistrovství Evropy Formule 3 | Výsledky ve FIA Mistrovství Evropy Formule 3 | Výsledky ve FIA Mistrovství Evropy Formule 3 | Výsledky ve FIA Mistrovství Evropy Formule 3 | Výsledky ve FIA Mistrovství Evropy Formule 3 | Výsledky ve FIA Mistrovství Evropy Formule 3 | Výsledky ve FIA Mistrovství Evropy Formule 3 | Výsledky ve FIA Mistrovství Evropy Formule 3 |
| Rok                                          | Vůz                                          | Jezdci                                       | Závody                                       | Výhry                                        | Pole pozice                                  | Nej.Kola                                     | Pódia                                        | Body                                         | P.J.                                         | P.T.                                         |
| -------------------------------------------- | -------------------------------------------- | -------------------------------------------- | -------------------------------------------- | -------------------------------------------- | -------------------------------------------- | -------------------------------------------- | -------------------------------------------- | -------------------------------------------- | -------------------------------------------- | -------------------------------------------- |
| 2014                                         | Dallara F312-Volkswagen                      | Antonio Giovinazzi                           | 33                                           | 2                                            | 2                                            | 3                                            | 7                                            | 238                                          | 6.                                           | 2.                                           |
| 2014                                         | Dallara F312-Volkswagen                      | Sean Gelael                                  | 33                                           | 0                                            | 0                                            | 0                                            | 0                                            | 25                                           | 18.                                          | 2.                                           |
| 2014                                         | Dallara F312-Volkswagen                      | Tom Blomqvist                                | 33                                           | 6                                            | 6                                            | 8                                            | 14                                           | 420                                          | 2.                                           | 2.                                           |
| 2015                                         | Dallara F312-Volkswagen                      | Antonio Giovinazzi                           | 24                                           | 6                                            | 4                                            | 4                                            | 20                                           | 412.5                                        | 2.                                           | 2.                                           |
| 2015                                         | Dallara F312-Volkswagen                      | Gustavo Menezes                              | 24                                           | 0                                            | 0                                            | 1                                            | 0                                            | 65                                           | 13.                                          | 2.                                           |
| 2015                                         | Dallara F312-Volkswagen                      | Ryan Tveter                                  | 24                                           | 0                                            | 0                                            | 0                                            | 0                                            | 2                                            | 23.                                          | 2.                                           |

### FIA Formule E
Carlin ve Formuli E provozoval tým Mahindra Racing.
| Rok     | Vůz                   | Pneumatiky | Číslo | Jezdci         | 1    | 2    | 3   | 4   | 5    | 6   | 7   | 8   | 9   | 10  | 11  | Body | M.T. |
| ------- | --------------------- | ---------- | ----- | -------------- | ---- | ---- | --- | --- | ---- | --- | --- | --- | --- | --- | --- | ---- | ---- |
| 2014/15 | Spark-Renault SRT 01E | M          |       |                | BEI  | PUT  | PDE | BNA | MIA  | LBH | MON | BER | MOS | LON | LON | 58   | 8.   |
| 2014/15 | Spark-Renault SRT 01E | M          | 5     | Karun Chandhok | 5    | 6    | 13  | Ret | 14   | 12  | 13  | 18  | 12  | 12  | 13  | 58   | 8.   |
| 2014/15 | Spark-Renault SRT 01E | M          | 21    | Bruno Senna    | Ret* | 14‡* | 6   | 5*  | Ret* | 5   | Ret | 17  | 16  | 16  | 4   | 58   | 8.   |

- ‡ FanBoost ve Formuli E.
- Ret = nedojel

### Britská Formule 3
| Výsledky v Britské Formuli 3 | Výsledky v Britské Formuli 3 | Výsledky v Britské Formuli 3 | Výsledky v Britské Formuli 3 | Výsledky v Britské Formuli 3 | Výsledky v Britské Formuli 3 | Výsledky v Britské Formuli 3 | Výsledky v Britské Formuli 3 | Výsledky v Britské Formuli 3 | Výsledky v Britské Formuli 3 |
| Rok                          | Vůz                          | Jezdci                       | Závody                       | Výhry                        | Pole pozice                  | Nej. Kola                    | Pódia                        | Body                         | P.J.                         |
| ---------------------------- | ---------------------------- | ---------------------------- | ---------------------------- | ---------------------------- | ---------------------------- | ---------------------------- | ---------------------------- | ---------------------------- | ---------------------------- |
| 1997                         | Dallara F397-Mugen Honda     | Jamie Spence                 | 1                            | 0                            | 0                            | 0                            | 0                            | 18                           | 14.†                         |
| 1997                         | Dallara F397-Mugen Honda     | Henry Stanton                | 9                            | 0                            | 0                            | 0                            | 0                            | 2                            | 24.                          |
| 1998                         | Dallara F397-8-Mugen Honda   | Narain Karthikeyan           | 5                            | 0                            | 0                            | 0                            | 2                            | 44                           | 12.†                         |
| 1998                         | Dallara F397-8-Mugen Honda   | Lei Kit Meng                 | 2                            | 0                            | 0                            | 0                            | 0                            | 0                            | 32.                          |
| 1999                         | Dallara F399-Mugen Honda     | Narain Karthikeyan           | 16                           | 2                            | 2                            | 3                            | 4                            | 104                          | 6.                           |
| 1999                         | Dallara F399-Mugen Honda     | Michael Bentwood             | 16                           | 0                            | 0                            | 0                            | 0                            | 50                           | 8.                           |
| 2000                         | Dallara F300-Mugen Honda     | Takuma Sató                  | 14                           | 4                            | 5                            | 4                            | 6                            | 129                          | 3.                           |
| 2000                         | Dallara F300-Mugen Honda     | Ben Collins                  | 14                           | 1                            | 1                            | 0                            | 2                            | 67                           | 8.                           |
| 2000                         | Dallara F300-Mugen Honda     | Rob Austin                   | 1                            | 0                            | 0                            | 0                            | 0                            | 0                            | 19.                          |
| 2001                         | Dallara F301-Mugen Honda     | Takuma Sató                  | 26                           | 12                           | 6                            | 15                           | 17                           | 345                          | 1.                           |
| 2001                         | Dallara F301-Mugen Honda     | Anthony Davidson             | 26                           | 6                            | 7                            | 4                            | 14                           | 272                          | 2.                           |
| 2001                         | Dallara F301-Mugen Honda     | Kazuki Hošino [B]            | 24                           | 0                            | 0                            | 1                            | 4                            | 133                          | 7. [B]                       |
| 2002                         | Dallara F302-Mugen Honda     | James Courtney               | 24                           | 5                            | 12                           | 12                           | 11                           | 269                          | 2.                           |
| 2002                         | Dallara F302-Mugen Honda     | Michael Keohane              | 20                           | 2                            | 0                            | 0                            | 8                            | 169                          | 5.                           |
| 2002                         | Dallara F302-Mugen Honda     | Alan van der Merwe           | 26                           | 1                            | 0                            | 0                            | 1                            | 98                           | 8.                           |
| 2002                         | Dallara F302-Mugen Honda     | Šinja Hosokawa               | 24                           | 1                            | 0                            | 0                            | 1                            | 51                           | 12.                          |
| 2002                         | Dallara F302-Mugen Honda     | Derek Hayes                  | 2                            | 0                            | 1                            | 1                            | 2                            | 25                           | 16.                          |
| 2003                         | Dallara F303-Mugen Honda     | Alan van der Merwe           | 24                           | 9                            | 4                            | 4                            | 15                           | 308                          | 1.                           |
| 2003                         | Dallara F303-Mugen Honda     | Jamie Green                  | 24                           | 4                            | 3                            | 4                            | 12                           | 237                          | 2.                           |
| 2003                         | Dallara F303-Mugen Honda     | Richard Antinucci            | 24                           | 0                            | 0                            | 2                            | 4                            | 125.5                        | 4.                           |
| 2003                         | Dallara F303-Mugen Honda     | Ronnie Bremer                | 23                           | 0                            | 0                            | 0                            | 2                            | 121                          | 6.                           |
| 2003                         | Dallara F303-Mugen Honda     | Michael Keohane              | 16                           | 0                            | 0                            | 0                            | 2                            | 42                           | 13.                          |
| 2003                         | Dallara F303-Mugen Honda     | Álvaro Parente               | 2                            | 0                            | 0                            | 0                            | 0                            | 7                            | 22.                          |
| 2004                         | Dallara F304-Mugen Honda     | Clivio Piccione              | 24                           | 2                            | 2                            | 0                            | 6                            | 161                          | 4.                           |
| 2004                         | Dallara F304-Mugen Honda     | Danilo Dirani                | 24                           | 0                            | 3                            | 3                            | 5                            | 146                          | 5.                           |
| 2004                         | Dallara F304-Mugen Honda     | Álvaro Parente               | 24                           | 2                            | 2                            | 0                            | 4                            | 137                          | 7.                           |
| 2004                         | Dallara F304-Mugen Honda     | Xandinho Negrão              | 2                            | 0                            | 0                            | 0                            | 0                            | 1                            | 19.                          |
| 2005                         | Dallara F305-Mugen Honda     | Álvaro Parente               | 18                           | 11                           | 9                            | 7                            | 15                           | 289                          | 1.                           |
| 2005                         | Dallara F305-Mugen Honda     | Charlie Kimball              | 22                           | 5                            | 6                            | 6                            | 13                           | 246                          | 2.                           |
| 2005                         | Dallara F305-Mugen Honda     | Christian Bakkerud           | 22                           | 0                            | 0                            | 1                            | 4                            | 124                          | 7.                           |
| 2005                         | Dallara F305-Mugen Honda     | Keiko Iharaová               | 22                           | 0                            | 0                            | 0                            | 0                            | 12                           | 17.                          |
| 2005                         | Dallara F305-Mugen Honda     | Ricardo Teixeira [B]         | 18                           | 0                            | 0                            | 0                            | 0                            | 61                           | 9. [B]                       |
| 2006                         | Dallara F306-Mugen Honda     | Oliver Jarvis                | 22                           | 2                            | 5                            | 3                            | 10                           | 250                          | 2.                           |
| 2006                         | Dallara F306-Mugen Honda     | Maro Engel                   | 22                           | 1                            | 3                            | 2                            | 6                            | 174                          | 5.                           |
| 2006                         | Dallara F306-Mugen Honda     | Christian Bakkerud           | 22                           | 1                            | 0                            | 3                            | 5                            | 129                          | 6.                           |
| 2006                         | Dallara F306-Mugen Honda     | Keiko Iharaová               | 22                           | 0                            | 0                            | 0                            | 0                            | 4                            | 17.                          |
| 2006                         | Dallara F304-Mugen Honda     | Ricardo Teixeira [B]         | 14                           | 0                            | 0                            | 0                            | 2                            | 74                           | 7. [B]                       |
| 2006                         | Dallara F304-Mugen Honda     | Mario Moraes [G]             | 4                            | 0                            | 0                            | 0                            | 0                            | 3                            | NK [G]                       |
| 2007                         | Dallara F307-AMG Mercedes    | Maro Engel                   | 22                           | 3                            | 4                            | 1                            | 8                            | 208                          | 2.                           |
| 2007                         | Dallara F307-AMG Mercedes    | Sam Bird                     | 22                           | 2                            | 0                            | 1                            | 10                           | 180                          | 4.                           |
| 2007                         | Dallara F307-AMG Mercedes    | Niall Breen                  | 22                           | 1                            | 0                            | 0                            | 5                            | 145                          | 5.                           |
| 2007                         | Dallara F307-AMG Mercedes    | Alberto Valério              | 21                           | 0                            | 0                            | 1                            | 4                            | 114                          | 8.                           |
| 2007                         | Dallara F307-AMG Mercedes    | Mario Moraes                 | 22                           | 0                            | 0                            | 0                            | 0                            | 42                           | 14.                          |
| 2008                         | Dallara F308-AMG Mercedes    | Jaime Alguersuari            | 22                           | 5                            | 6                            | 5                            | 12                           | 251                          | 1.                           |
| 2008                         | Dallara F308-AMG Mercedes    | Oliver Turvey                | 22                           | 4                            | 4                            | 4                            | 12                           | 234                          | 2.                           |
| 2008                         | Dallara F308-AMG Mercedes    | Brendon Hartley              | 22                           | 5                            | 5                            | 4                            | 11                           | 208                          | 3.                           |
| 2008                         | Dallara F308-AMG Mercedes    | Sam Abay                     | 22                           | 0                            | 0                            | 0                            | 0                            | 71                           | 11.                          |
| 2008                         | Dallara F305-Mugen Honda     | Andrew Meyrick [B]           | 12                           | 7                            | 9                            | 7                            | 8                            | 174                          | 5. [B]                       |
| 2008                         | Dallara F305-Mugen Honda     | Kristján Einar [B]           | 20                           | 0                            | 0                            | 0                            | 1                            | 101                          | 7. [B]                       |
| 2008                         | Dallara F305-Mugen Honda     | Henry Surtees [B]            | 2                            | 1                            | 0                            | 0                            | 2                            | 35                           | 11. [B]                      |
| 2008                         | Dallara F305-Mugen Honda     | Adriano Buzaid [B]           | 2                            | 0                            | 0                            | 0                            | 1                            | 22                           | 13. [B]                      |
| 2008                         | Dallara F305-Mugen Honda     | Martin O'Connell [B]         | 2                            | 0                            | 0                            | 0                            | 0                            | 6                            | 15. [B]                      |
| 2009                         | Dallara F309-AMG Mercedes    | Daniel Ricciardo             | 20                           | 6                            | 5                            | 4                            | 12                           | 275                          | 1.                           |
| 2009                         | Dallara F309-AMG Mercedes    | Max Chilton                  | 20                           | 1                            | 4                            | 0                            | 5                            | 171                          | 4.                           |
| 2009                         | Dallara F309-AMG Mercedes    | Henry Arundel                | 20                           | 0                            | 0                            | 0                            | 1                            | 90                           | 9.                           |
| 2009                         | Dallara F309-AMG Mercedes    | Oliver Oakes                 | 4                            | 0                            | 0                            | 0                            | 0                            | 7                            | 18.                          |
| 2009                         | Dallara F309-AMG Mercedes    | Robert Wickens               | 2                            | 0                            | 0                            | 0                            | 1                            | 12                           | 16.                          |
| 2009                         | Dallara F309-AMG Mercedes    | Philip Major                 | 12                           | 0                            | 0                            | 0                            | 0                            | 10                           | 17.                          |
| 2009                         | Dallara F309-AMG Mercedes    | Jake Rosenzweig [G]          | 2                            | 0                            | 0                            | 0                            | 0                            | 0                            | NK                           |
| 2009                         | Dallara F305-Mugen Honda     | Joe Ghanem [B]               | 4                            | 0                            | 0                            | 0                            | 3                            | 39                           | 5. [B]                       |
| 2010                         | Dallara Volkswagen           | Jean-Éric Vergne             | 30                           | 13                           | 12                           | 13                           | 19                           | 392                          | 1.                           |
| 2010                         | Dallara Volkswagen           | James Calado                 | 29                           | 5                            | 2                            | 4                            | 13                           | 293                          | 2.                           |
| 2010                         | Dallara Volkswagen           | Adriano Buzaid               | 30                           | 2                            | 2                            | 2                            | 10                           | 283                          | 4.                           |
| 2010                         | Dallara Volkswagen           | Rupert Svendsen-Cook         | 30                           | 1                            | 0                            | 0                            | 4                            | 131                          | 7.                           |
| 2010                         | Dallara Volkswagen           | Jazeman Jaafar               | 30                           | 0                            | 0                            | 0                            | 2                            | 85                           | 12.                          |
| 2010                         | Dallara Volkswagen           | Lucas Foresti                | 30                           | 0                            | 0                            | 0                            | 1                            | 45                           | 13.                          |
| 2011                         | Dallara F308-Volkswagen      | Felipe Nasr                  | 30                           | 7                            | 4                            | 9                            | 15                           | 187                          | 1.                           |
| 2011                         | Dallara F308-Volkswagen      | Kevin Magnussen              | 30                           | 7                            | 8                            | 6                            | 8                            | 237                          | 2.                           |
| 2011                         | Dallara F308-Volkswagen      | Carlos Huertas               | 30                           | 1                            | 0                            | 0                            | 8                            | 222                          | 3.                           |
| 2011                         | Dallara F308-Volkswagen      | Rupert Svendsen-Cook         | 30                           | 2                            | 3                            | 1                            | 9                            | 191                          | 5.                           |
| 2011                         | Dallara F308-Volkswagen      | Jazeman Jaafar               | 30                           | 0                            | 0                            | 0                            | 4                            | 187                          | 6.                           |
| 2011                         | Dallara F308-Volkswagen      | Jack Harvey                  | 30                           | 1                            | 0                            | 1                            | 4                            | 112                          | 9.                           |
| 2012                         | Dallara F312-Volkswagen      | Jack Harvey                  | 28                           | 7                            | 10                           | 5                            | 12                           | 319                          | 1.                           |
| 2012                         | Dallara F312-Volkswagen      | Jazeman Jaafar               | 28                           | 2                            | 0                            | 3                            | 14                           | 306                          | 2.                           |
| 2012                         | Dallara F312-Volkswagen      | Harry Tincknell              | 28                           | 4                            | 0                            | 1                            | 8                            | 226                          | 5.                           |
| 2012                         | Dallara F312-Volkswagen      | Carlos Sainz Jr.             | 25                           | 4                            | 1                            | 2                            | 9                            | 224                          | 6.                           |
| 2012                         | Dallara F312-Volkswagen      | Pietro Fantin                | 28                           | 0                            | 0                            | 3                            | 5                            | 195                          | 7.                           |
| 2013                         | Dallara F312-Volkswagen      | Jordan King                  | 12                           | 3                            | 2                            | 2                            | 8                            | 176                          | 1.                           |
| 2013                         | Dallara F312-Volkswagen      | Nicholas Latifi              | 11                           | 0                            | 2                            | 1                            | 1                            | 97                           | 5.                           |
| 2013                         | Dallara F312-Volkswagen      | Jann Mardenborough           | 12                           | 0                            | 0                            | 0                            | 1                            | 85                           | 6.                           |
| 2013                         | Dallara F312-Volkswagen      | Jazeman Jaafar               | 3                            | 2                            | 2                            | 0                            | 3                            | 58                           | 9.                           |
| 2013                         | Dallara F312-Volkswagen      | Li Č' Cchung                 | 3                            | 0                            | 0                            | 0                            | 0                            | 7                            | 13.                          |
| 2014                         | Dallara F312-Volkswagen      | Li Č' Cchung                 | 21                           | 0                            | 0                            | 0                            | 3                            | 118                          | 5.                           |
| 2014                         | Dallara F312-Volkswagen      | Alice Powell                 | 3                            | 0                            | 0                            | 0                            | 1                            | 16                           | 15.                          |
| 2014                         | Dallara F312-Volkswagen      | Jegor Orudžev                | 3                            | 1                            | 0                            | 1                            | 1                            | 26                           | 12.                          |
| 2014                         | Dallara F312-Volkswagen      | Sam MacLoed                  | 9                            | 4                            | 4                            | 5                            | 6                            | 121                          | 4.                           |
| 2014                         | Dallara F312-Volkswagen      | Sean Gelael [G]              | 3                            | 0                            | 0                            | 0                            | 3                            | 0                            | NK                           |
| 2014                         | Dallara F312-Volkswagen      | Ed Jones [G]                 | 3                            | 3                            | 2                            | 0                            | 3                            | 0                            | NK                           |

- [B] Řidiči zařazení do B nebo do národní třídy Britské F3.
- [G] Jezdcům nebyli uděleny žádné body.
- † Tyto jezdci jeli během sezóny za jiný tým a jejich poslední pozice zahrnují veškeré týmové výsledky.

### A1 Grand Prix
| Výsledky v A1 Grand Prix | Výsledky v A1 Grand Prix | Výsledky v A1 Grand Prix | Výsledky v A1 Grand Prix | Výsledky v A1 Grand Prix | Výsledky v A1 Grand Prix | Výsledky v A1 Grand Prix | Výsledky v A1 Grand Prix |
| Rok                      | Vůz                      | Tým                      | Výhry                    | Pole pozice              | Nej.kola                 | Body                     | P.T.                     |
| ------------------------ | ------------------------ | ------------------------ | ------------------------ | ------------------------ | ------------------------ | ------------------------ | ------------------------ |
| 2005-06                  | Lola-Zytek               | A1 Team Portugalska      | 0                        | 0                        | 0                        | 66                       | 9.                       |
| 2005-06                  | Lola-Zytek               | A1 Team Japonska         | 0                        | 0                        | 0                        | 8                        | 21.                      |
| 2005-06                  | Lola-Zytek               | A1 Team Libanonu         | 0                        | 0                        | 0                        | 0                        | 23.                      |
| 2006-07                  | Lola-Zytek               | A1 Team Libanonu         | 0                        | 0                        | 0                        | 0                        | 23.                      |
| 2007-08                  | Lola-Zytek               | A1 Team Libanonu         | 0                        | 0                        | 0                        | 0                        | 20.                      |
| 2008-09                  | Ferrari                  | A1 Team Jižní Koreje     | 0                        | 0                        | 0                        | 4                        | 19.                      |

### Eurocup Formule Renault 2.0
| Výsledky v Eurocupu Formule Renault | Výsledky v Eurocupu Formule Renault | Výsledky v Eurocupu Formule Renault | Výsledky v Eurocupu Formule Renault | Výsledky v Eurocupu Formule Renault | Výsledky v Eurocupu Formule Renault | Výsledky v Eurocupu Formule Renault | Výsledky v Eurocupu Formule Renault | Výsledky v Eurocupu Formule Renault | Výsledky v Eurocupu Formule Renault | Výsledky v Eurocupu Formule Renault |
| Rok                                 | Vůz                                 | Jezdec                              | Závody                              | Výhry                               | Pole pozice                         | Nej kola                            | Pódia                               | Body                                | P.J.                                | P.T.                                |
| ----------------------------------- | ----------------------------------- | ----------------------------------- | ----------------------------------- | ----------------------------------- | ----------------------------------- | ----------------------------------- | ----------------------------------- | ----------------------------------- | ----------------------------------- | ----------------------------------- |
| 2007                                | Tatuus-Renault                      | Alexander Khateeb                   | 4                                   | 0                                   | 0                                   | 0                                   | 0                                   | 0                                   | 44.                                 | NK                                  |
| 2007                                | Tatuus-Renault                      | Khalil Beschir                      | 2                                   | 0                                   | 0                                   | 0                                   | 0                                   | 0                                   | 48.                                 | NK                                  |
| 2007                                | Tatuus-Renault                      | Jimmy Auby                          | 2                                   | 0                                   | 0                                   | 0                                   | 0                                   | 0                                   | 49.                                 | NK                                  |
| 2007                                | Tatuus-Renault                      | Joe Ghanem                          | 8                                   | 0                                   | 0                                   | 0                                   | 0                                   | 0                                   | 42.                                 | NK                                  |

### Porsche Supercup
| Výsledky v Porsche Supercupu | Výsledky v Porsche Supercupu | Výsledky v Porsche Supercupu | Výsledky v Porsche Supercupu | Výsledky v Porsche Supercupu | Výsledky v Porsche Supercupu | Výsledky v Porsche Supercupu | Výsledky v Porsche Supercupu | Výsledky v Porsche Supercupu | Výsledky v Porsche Supercupu | Výsledky v Porsche Supercupu |
| Rok                          | Vůz                          | Jezdci                       | Závody                       | Výhry                        | Pole pozice                  | Pódia                        | Body                         | P.J.                         | P.T.                         |                              |
| ---------------------------- | ---------------------------- | ---------------------------- | ---------------------------- | ---------------------------- | ---------------------------- | ---------------------------- | ---------------------------- | ---------------------------- | ---------------------------- | ---------------------------- |
| 2001                         | Porsche 996 GT3 Cup          | Sascha Maassen               | 10                           | 1                            | 1                            | 4                            | 125                          | 5.                           | 3.                           |                              |
| 2001                         | Porsche 996 GT3 Cup          | Alex Davison                 | 1                            | 0                            | 0                            | 0                            | 0                            | NK                           | 3.                           |                              |
| 2001                         | Porsche 996 GT3 Cup          | Giovanni Anapoli             | 4                            | 0                            | 0                            | 0                            | 0                            | NK                           | 3.                           |                              |
| 2001                         | Porsche 996 GT3 Cup          | Vincent Radermecker          | 9                            | 0                            | 0                            | 0                            | 34                           | 13.                          | 3.                           |                              |

- M.J. = Mistrovství jezdců, M.T. = Mistrovství týmů,NK = Není klasifikován, Ret = Nedojel

## Časová osa
| Current series                | Current series       |
| ----------------------------- | -------------------- |
| Britská Formule 4             | 2015–2017, 2019      |
| Euroformule Open Championship | 2016–2019            |
| BRDC Britiská Formule 3       | 2016–2019            |
| FIA Mistrovství Formule 2     | 2018–2019            |
| IndyCar Series                | 2018–2019            |
| FIA Mistrovství Formule 3     | 2019                 |
| European Le Mans Series       | 2019                 |
| Asian Le Mans Series          | 2019                 |
| Bývalé série                  |                      |
| Britská Formule 3             | 1997–2014            |
| Porsche Supercup              | 2001                 |
| World Series by Nissan        | 2003–2004            |
| Britská Formule BMW           | 2004–2007            |
| A1 Grand Prix                 | 2005–2009            |
| Formula Renault 3.5 Series    | 2005–2013, 2015      |
| Eurocup Formule Renault 2.0   | 2007                 |
| Britská Formule Renault       | 2007                 |
| F3 Euroseries                 | 2008–2009, 2011–2012 |
| GP3 Series                    | 2010–2015            |
| GP2 Asia Series               | 2011                 |
| Formule E                     | 2014–2015            |
| GP2 Series                    | 2011–2016            |
| Indy Lights                   | 2015–2017            |
| Mistrovství Evropy Formule 3  | 2012–2018            |
| Japonská Formule 3            | 2019                 |